# L'era cristiana
L'era cristiana és una pintura a l'oli realitzada per Joaquim Espalter i Rull el 1871 i que s'exposa al Museu d'Art de Girona a la sala 16, estant registrada amb el número de registre 130.725.

## Origen
L'era cristiana forma part de la donació de quadres per part del Museo del Prado de Madrid a la Comisión Provincial de Monumentos. Aquest organisme va enviar una remesa de dotze quadres al Museo Provincial de Gerona (embrió de l'actual Museu d'Art de Girona) el 21 d'octubre de 1876. Va arribar amb la mateixa tramesa que Colom a La Rábida, de Benet Mercadé i Fàbrega, conservat i exposat actualment al costat de l'Era Cristiana, a la sala 16 del Museu d'Art de Girona. El novembre de 1969 la Diputació de Girona cedeix el dipòsit del quadre al Govern Civil de Girona, i va ser penjat a la paret de la Sala de Juntes, on es va quedar fins a l'any 1984, quan el director del Museu d'Art de Girona el va reclamar, per incorporar-lo a l'exposició permanent.

## Composició
Es tracta d'una composició visual que es podria dividir en dues zones. A la zona inferior hi ha gran quantitat de personatges inscrits la majoria en dos triangles oposats entre si, al mig dels quals hi queda una zona amplia, on la perspectiva apareix en diagonal. A la zona superior, que ocupa aproximadament una tercera part del quadre, hi apareix un bosc, i a l'horitzó, a l'esquerra de la ciutat: una acròpolis, un circ, un arc de triomf i més a la vora parts d'un palau o temple. La disposició de les grans columnes sobre una enorme plataforma semblen indicar que seria un edifici públic. La llum és escassa i poc difuminada. Sembla emergir de la figura central de la dreta (jove del vestit blau i el mantell groc) i reflectir-se en les figures que l'envolten. Però en realitat el focus de llum, si mirem les ombres que projecten els personatges que estan dempeus i les zones que s'il·luminen, prové de l'esquerra. Aquesta llum incideix més en uns personatges que en altres, colpint amb més força sobre el grup de la dreta, encara que no sigui una llum massa intensa, il·lumina completament el rostre i mantell de la jove figura central.
En canvi, si mirem el palau (zona superior i profunda del quadre), el sol sembla estar més alt; és difícil determinar el moment del dia, el cel apareix amb núvols densos, d'on sembla que es vol obrir una escletxa, i també hi ha pintat un arc de Sant Martí. A la part esquerra les tonalitats són daurades, i a la dreta brillants, i és també la zona on els colors són més bells i variats.

## Influència de la pintura francesa i italiana
Espalter va aprendre a aplicar les qualitats coloristes a París, i això va fer que les seves pintures fossin menys fredes i tristes que les dels natzarens alemanys. En aquest quadre hi destaquem especialment: la línia i el color, amb predomini de la primera per sobre del segon. El tractament dels plecs i del modelatge dels cossos i rostres són una mostra de la seva perfecció com a dibuixant. Pel que fa al tractament de volums, hi ha una figura que desbanca a la resta: la noia recolzada mig nua, que gira el cos en escorç, a l'angle inferior esquerre: és una bellesa clàssica pròpia de l'escola de Gros, amb clares influències italianes.
La resta de personatges mig despullats o vestits que apareixen als primers plans, han estat realitzats de manera que ressalti la seva anatomia, proporcions, musculatura, estilització, arrugues, etc. pròpies de la seva edat (el noi agenollat que rep la benedicció de la jove central, el nen que camina de la mà del seu pare, etc.), exceptuant el cap de barba i cabell canós de l'home vell situat a l'esquerra de la composició. La figura de la jove protagonista del mantell groc, situada al centre, és estilitzada, els colors predominants són brillants i clars, així com la claror del terra que contrasta amb el seu vestit blau, que contribueixen a fer aquesta sensació.

## Seguint el fil natzarenista
El Natzarenisme amb el seu acusat pòsit formal neoclàssic, perdurarà molts anys després d'haver passat el seu moment principal; i fins i tot durant aquesta etapa de natural davallada, s'arribaren a concebre algunes de les obres més ambicioses d'aquesta tendència, i l'era cristiana n'és un exemple característic: pintat si fa no fa al mateix temps que Fortuny pinta obres tan audaces com La corrida de toros. El quadre de J. Espalter podria haver estat datat, ben poc sorprenent per als seus contemporanis, vint-i-cinc anys abans. S'ha considerat una de les poques pintures espanyoles vuitcentistes que transparentaven una veritable religiositat, i, amb evident exageració, considerada d'un overbeckianisme superior al mateix Johann Friedrich Overbeck. Joaquim Espalter segurament va pintar aquest llenç per un concurs o Exposición Nacional de Bellas Artes de Madrid, possiblement per a concursar el 1871 (ja que la següent exposició, del 1876, el quadre ja havia estat adquirit per l'Estat). Se'n desconeixen les dates exactes d'execució de l'obra. Se l'ha considerat l'obra més ambiciosa del pintor.

## Altres obres del mateix autor
- Retrat d'Octavi Carbonell 1842, conservat al Museu Nacional d'Art de Catalunya, a Barcelona
- Retrat de Bonaventura Carles Aribau 1844, a la Reial Acadèmia Catalana de Belles Arts de Sant Jordi de Barcelona
- Retrat de la família de Jordi Flaquer 1845, al Museo Romántico de Madrid
- El suspiro del moro 1855, de temàtica historicista
- Retrato dels esposos Muntades 1856, al Museu d'Art Modern de Barcelona
- Retrat d'un home
- Retrat de dona, obra conservada a la Biblioteca Museu Víctor Balaguer